# Bokspits
Bokspits ist ein Ort im Kgalagadi District von Botswana.

## Geographie
Bokspits ist eine Kleinstadt an der Grenze zwischen Botswana und Südafrika in der Nähe des periodischen Flusses Molopo. Hier gibt es einen Grenzübergang zwischen Botswana und Südafrika.

## Öffentliche Infrastruktur
In Bokspits gibt es eine Grundschule, eine kleine Klinik sowie eine Tankstelle und ein Postamt.

## Verkehr
Der Ort ist über eine Landstraße zu erreichen, die vom Nordosten aus Tshabong kommt und in Bokspits im spitzen Winkel sich nach Norden zum Gate Two Rivers des Kgalagadi Transfrontier Park richtet. Der geschlossene Siedlungsbereich erstreckt sich entlang und zu beiden Seiten eines Flugfeldes.